# Rotliegend
Le Rotliegend, Rotliegend Group ou Rotliegendes (allemand : Les rouges sous-jacents) est une unité lithostratigraphique et un âge géologique obsolète s'étendant du Carbonifère terminal au Guadalupien (Permien moyen). On le trouve principalement en sub-surface dans de vastes zones d'Europe occidentale et centrale. Le Rotliegend est principalement constitué de couches de grès et est généralement couvert par le Zechstein. Il se situe au sommet de différentes formations régionales du carbonifère tardif. 
Le nom Rotliegend est utilisé non seulement pour décrire la formation sédimentaire elle-même, mais aussi pour la période au cours de laquelle elles s'est formée (auquel cas Rotliegend était considéré comme une série ou un sous-système du Permien). Cet intervalle de temps correspond à peu près à la longueur de l'époque Cisuralienne. 

## Faciès
Au début du Permien, l'orogenèse hercynienne est encore active dans de grandes parties de la Pangée. Au même moment, l’extension de la croûte provoque localement la formation de bassins intramontagneux tels que le Bassin Permien qui couvre alors des parties de l’Allemagne, de la Pologne, du Danemark, de la mer du Nord, de la mer Baltique et des Pays-Bas. Le développement précoce du bassin est accompagnés d'épisodes de volcanisme. Outre ces dépôts volcaniques, le bassin est aussi rempli par les produits d'érosion des reliefs hercyniens au sud sourçant principalement des sables et des graviers déposés sous un climat aride et chaud. 

## Stratigraphie
Dans le nord de l'Allemagne et aux Pays-Bas, le Rotliegend est généralement divisé en deux groupes:  
- le groupe inférieur de Rotliegend est principalement composé des roches volcaniques: tufs et laves basaltiques,
- le groupe supérieur est composé de grès et siltstones.

Pendant la formation du groupe inférieur, le bassin est encore petit et le dépôt est localisé au centre du bassin, dans le sud-est de la mer du Nord et le nord de l'Allemagne. Ce groupe est d'une épaisseur très limitée dans la partie néerlandaise du bassin. Ce dernier s'élargissant, le groupe supérieur a une distribution plus large. 
Dans la lithostratigraphie néerlandaise, le Rotliegend se situe au-dessus du Limbourg Group (Carbonifère inférieur) et au-dessous du Zechstein. Le groupe Rotliegend supérieur est divisé entre la Silverpit Formation et la Slochteren Formation, cette dernière constituant un important réservoir d’hydrocarbures.  
Les grès de la Bentheim Sandstone formation allemande qui affleure dans le Münsterland, font partie de la Slochteren Formation. 
Le Rotliegend du nord de l'Allemagne est en continuité avec celui des Pays-Bas. En Allemagne, il existe des bassins contemporains tels que le bassin de Saar-Nahe, le bassin de Wetterau ou le bassin de Saale. Le Rotliegend de ces différents bassins intramontagneux n'est pas facile à corréler de par son caractère continental pauvre en fossiles et la lithostratigraphie de chaque bassin a ses propres subdivisions.